# Всякие картинки
«Всякие картинки» — шестой и самый ранний из сохранившихся альбомов «Посева», первой группы Егора Летова, записанный летом 1984 года в Омске. Впервые выпущен только в 2023 году, посмертно.

## История
В 1984 году Игорь «Егор Дохлый» Летов, Андрей «Босс» Бабенко и Евгений «Джон Дабл» Деев собрались для записи альбомов «Посева». Летом 1984 года были записаны два альбома — «Всякие картинки» и «Дождь в казарме». Во «Всяких картинках» Летов впервые проявил себя как вокалист.
Летом 84 г. вышел 1-й альбом (оригин.) «Посева» — «Всякие картинки» и вслед за ним второй «Дождь в казарме». В этих альбомах Дохлый Егор впервые проявил себя как вокалист. Тексты всех песен написаны были им же. Муз. материал представлял собой смесь Reggae / New Wave / Punk и Heavy Metal. Записи были произведены в домашних условиях.

(Егор Летов, «Краткая история Г.О.», 1986)
Данный альбом не распространялся, как и другие альбомы «Посева».
Первые две минуты трека «Instrumental» были использованы в песне «Проглаженный железным утюгом» из альбома «Посев» группы «Гражданская Оборона», а два отрывка из песни «Вальс» были в альбоме-двойнике «История: Посев 1982-85» и подобным ему бутлегах и сборниках под названиями «Как бы я хотел помереть» и «Смех из-под земли».
Критик Геннадий Шостак в 2023 году пишет в рецензии: «Егор Летов ещё поет подростковым тенором, иногда срываясь на фальцет, местами то взвизгивая, то взрыкивая. Баритон, к которому мы все привыкли, сформируется позже. Порой создается ощущение, будто состав вот-вот развалится на отдельные инструменты, в некоторых местах гитара теряет строй… Но в этой, казалось бы, халявности есть своя прелесть».

### Издание
Альбом впервые был выпущен 10 сентября 2023 года издательством «Выргород», как продолжение деятельности вдовы Летова Натальи Чумаковой, которая «приложила максимум усилий, чтобы на достойном уровне оцифровать обветшавшие от времени плёнки»: 
…«Всякие картинки» и «Дождь в казарме» находились на двух сторонах ленты «Тасма», была такая, жуткая, одна из самых дрянных в Союзе. Её отличительное свойство — отвратительный скрип, который появляется при проигрывании после нескольких лет хранения. И это при цене в восемь с лишним рублей! До этого там были записаны Bob Marley и Grateful Dead. В отличие от прочих, плёнка не поддалась повторной оцифровке, пришлось использовать первоначальную.
Сведения о записи пришлось собирать по крупицам. Опирались на разные источники, в основном на собственно егоровские описания данных опусов. Для некоторых треков названия пришлось изобретать. Я опиралась на то, что в тетрадях со стихами некоторые из циклов именовались «картинками» (например, «Предновогодние картинки»), да и само название альбома подтолкнуло называть так треки, составленные из нескольких стихов — по аналогии, например, с пронумерованными «Метаморфозами»…
Наталья Чумакова, 8 июня 2023

## Данные об альбоме
| №  | Название                     | Автор музыки и слов                    | Время |
| -- | ---------------------------- | -------------------------------------- | ----- |
| 1. | Ветер с гор (Страна дураков) | Е. Летов                               | 3:05  |
| 2. | Шизанувшийся рокер           | Е. Летов                               | 3:07  |
| 3. | Everyday I Have The Blues    | Aaron «Pinetop» Sparks, Milton Sparks. | 8:10  |
| 4. | Картинки № 1 (Игрушки)       | Е. Летов                               | 7:16  |
| 5. | Отпечаток руки               | Е. Летов                               | 8:17  |
| 6. | Instrumental                 | Е. Летов                               | 8:28  |
| 7. | Вальс                        | Е. Летов                               | 7:37  |

Записано летом 1984 г. в Омске.
- Слова и музыка: Егор Летов, кроме «Everyday I Have The Blues» — Aaron «Pinetop» Sparks[англ.], Milton Sparks.
- Егор «Дохлый» Летов — голос, басс;
- Андрей «Босс» Бабенко — электрогитара;
- Евгений «Джон» Деев — басс.
- Оцифровка: Сергей Рубаха.
- Реставрация, сведение, мастеринг: Наталья Чумакова, 2021 г.